# Monte Chingolo
Monte Chingolo è una città del partido di Lanús nella provincia di Buenos Aires, in Argentina.

## Geografia
Monte Chingolo è situata a 14 km a sud del centro di Buenos Aires, nella parte meridionale dell'area metropolitana bonaerense.

## Storia
Monte Chingolo fu fondata il 23 novembre 1815 da Juan Manuel de Rosas. Nella località fu aperto il primo mattatoio dell'Argentina. La crescita dell'insediamento iniziò nel 1927, quando fu aperta al traffico la locale stazione ferroviaria. 
Il 23 dicembre 1975 la caserma del battaglione 601 di Monte Chingolo fu attaccata dai guerriglieri trozkisti dell'ERP. Nell'azione morirono circa un centinaio di persone.